# Michael Dobson (Anglist)
Michael Dobson (geb. 1960) ist ein britischer Shakespeare-Gelehrter, Professor an der University of Birmingham und Direktor des Shakespeare Institute in Stratford-upon-Avon.

## Leben und Werk
Dobson studierte in Oxford, wo er 1981 als Student den Charles Oldham Shakespeare-Preis gewann und 1990 promoviert wurde. 1987 heiratete er Nicola Watson. Er unterrichtete in Harvard, an der University of California, Los Angeles und am Roehampton Institute. 2005 wurde Professor of Shakespeare Studies am Birkbeck College der University of London und 2011 Direktor des Shakespeare Institute. Er ist Fellow des American Council of Learned Societies, der British Academy und der American Philosophical Society. Er hat die European Shakespeare Research Association mitgegründet und berät das Shakespeare-Programm der British-American Drama Academy. Er ist als Autor für die BBC und den London Review of Books tätig. Zusammen mit Dympna Callaghan ist er Herausgeber der Palgrave Shakespeare Studies monograph series.

## Auswahl von Publikationen

### Bücher
- Michael Dobson: Shakespeare and Amateur Performance: A Cultural History. Cambridge University Press, 2011. ISBN 9781107613201
- Michael Dobson: The Making of the National Poet: Shakespeare, Adaptation and Authorship, 1660‑1769. Oxford. Clarendon Press, 1992. ISBN 0-19-818323-2
- Michael Dobson, Nicola Watson: England’s Elizabeth: an afterlife in fame and fantasy. Oxford University Press, 2002. ISBN 9781280444913

### Herausgeberschaft
- Michael Dobson, Stanley Wells: The Oxford Companion to Shakespeare. OUP 2001. ISBN 978-0-19-280614-7. Second Edition 2015. ISBN 978-0-19-870873-5.
- Michael Dobson: Performing Shakespeare’s Tragedies Today: the actor’s perspective. CUP 2006. ISBN 0521855098

### Editionen
- William Shakespeare: The New Penguin Shakespeare: Twelfth Night. ed. by Michael Dobson. Penguin, 2005. ISBN 9780141014708
- William Rowley, Thomas Middleton: Wit at Several Weapons. ed. by Michael Dobson. in: Thomas Middleton: The Collected Works. General editors: Gary Taylor, John Lavagnino. S. 980–1027. OUP 2007. ISBN 978-0-19-958053-8

### Mitarbeit
- Michael Dobson: John Philip Kemble. in: Peter Holland: Great Shakespeareans. Vol. 2. Continuum, 2010. ISBN 9781472578549